# Dreienberg bei Friedewald
Dreienberg bei Friedewald este o arie protejată (arie specială de conservare — SAC, sit de importanță comunitară — SCI) din Germania întinsă pe o suprafață de 351,35 ha, integral pe uscat.

## Localizare
Centrul sitului Dreienberg bei Friedewald este situat la coordonatele 50°52′15″N 9°52′09″E / 50.8708°N 9.8692°E.

## Înființare
Situl Dreienberg bei Friedewald a fost declarat sit de importanță comunitară în ianuarie 1998 pentru a proteja 16 specii de animale. Situl a fost protejat și ca arie specială de conservare în martie 2008.

## Biodiversitate
Situată în ecoregiunea continentală, aria protejată conține 10 habitate naturale: Formațiuni de Juniperus communis pe lande sau pajiști calcaroase, Pajiști uscate seminaturale și facies de acoperire cu tufișuri pe substraturi calcaroase (Festuco-Brometalia) (* situri importante pentru orhidee), Fânețe de joasă altitudine (Alopecurus pratensis, Sanguisorba officinalis), Izvoare petrifiante cu formare de travertin (Cratoneurion), Mlaștini alcaline, Pante stâncoase calcaroase cu vegetație casmofită, Pante stâncoase silicioase cu vegetație casmofită, Peșteri inaccesibile publicului, Păduri de fag Asperulo-Fagetum, Păduri de fag din Europa Centrală dezvoltate pe sol calcaros cu Cephalanthero-Fagion.
La baza desemnării sitului se află mai multe specii protejate:
- păsări (14): erete de stuf (Circus aeruginosus), porumbel de scorbură (Columba oenas), ciocănitoare neagră (Dryocopus martius), șoimul rândunelelor (Falco subbuteo), muscar (Ficedula parva), sfrâncioc roșiatic (Lanius collurio), sfrâncioc mare (Lanius excubitor excubitor), ciocârlie de pădure (Lullula arborea), presură sură (Miliaria calandra), gaia neagră (Milvus migrans), gaia roșie (Milvus milvus), codroșul de pădure (Phoenicurus phoenicurus), ciocănitoare verzuie (Picus canus), turturică (Streptopelia turtur)
- mamifere (2): liliac cu urechi mari (Myotis bechsteinii), liliac comun (Myotis myotis)

Pe lângă speciile protejate, pe teritoriul sitului au mai fost identificate 53 de specii de plante, 2 specii de păsări, 5 specii de mamifere, 15 specii de nevertebrate, 1 specie de reptile.